# Cerdia virescens
Cerdia virescens är en nejlikväxtart som beskrevs av José Mariano Mociño och Sesse. Cerdia virescens ingår i släktet Cerdia och familjen nejlikväxter. Inga underarter finns listade i Catalogue of Life.